# Benjamin White Norris

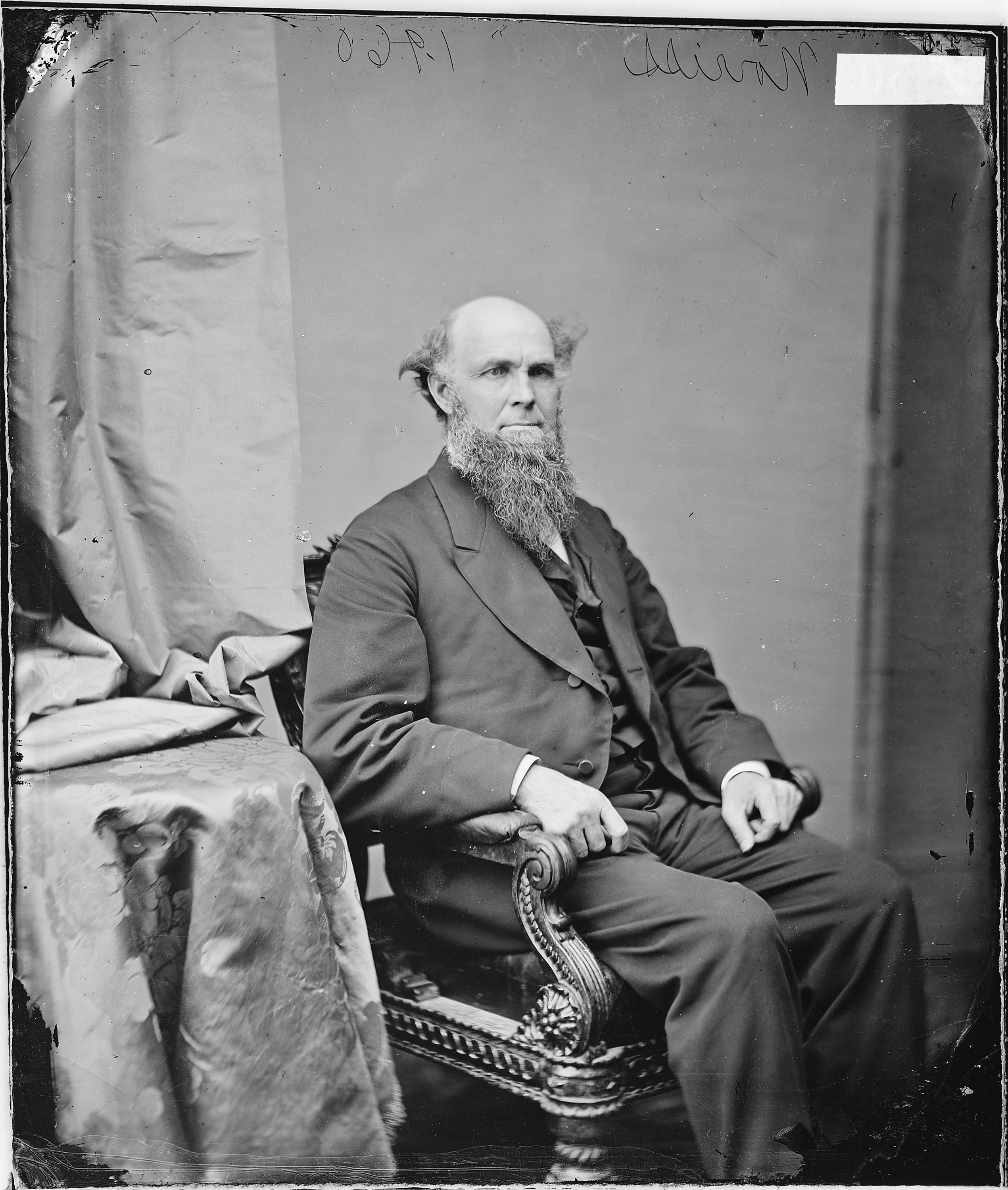
Benjamin White Norris

Benjamin White Norris (* 22. Januar 1819 in Monmouth, Kennebec County, Massachusetts; † 26. Januar 1873 in Montgomery, Alabama) war ein US-amerikanischer Rechtsanwalt und Politiker.

## Werdegang
Der im heutigen Maine geborene Benjamin Norris besuchte die Monmouth Academy und graduierte dann 1843 am Waterville College (heute Colby College). Dann unterrichtete er ein Semester lang am Kents Hill Seminary. Ferner betrieb er ein Lebensmittelgeschäft in Skowhegan (Maine). Norris verfolgte ebenfalls eine politische Laufbahn. Er nahm 1848 als Delegierter an der Free Soil Convention teil. Im nachfolgenden Jahr ging er nach Kalifornien, blieb dort ein Jahr lang und kehrte dann nach Skowhegan zurück, wo er anfing Jura zu studieren. Seine Zulassung als Anwalt erhielt er im Januar 1852 im Somerset County und fing dann auch dort an zu praktizieren.
Norris war zwischen 1860 und 1863 als Grundstücksmakler für den Staat Maine tätig. Er nahm 1864 als Delegierter an der Republican National Convention teil. Danach diente er in den Jahren 1864 und 1865 als Zahlmeister in der Unionsarmee. Norris wurde zum Major befördert und war zusätzlich vom 1. Mai bis zum 2. August 1865 im Bureau of Freedmen and Abandoned Lands in Mobile (Alabama) als Zahlmeister tätig. Er lebte bis 1872 auf einer Plantage in Wetumpka (Alabama). In dieser Zeit nahm er 1868 an der verfassungsgebenden Versammlung von Alabama teil. Nach der Wiederaufnahme von Alabama in die Union wurde er als Republikaner in den 40. Kongress gewählt, verfehlte allerdings seine spätere Wiederwahl in den 42. Kongress. Er war im US-Repräsentantenhaus vom 21. Juli 1868 bis zum 3. März 1869 tätig.
Norris verstarb 1873 in Montgomery. Sein Leichnam wurde dann nach Skowhegan überführt, wo er auf dem South Cemetery beigesetzt wurde.